# Rache im Ring
Rache im Ring ist ein US-amerikanisches Filmdrama aus dem Jahr 1949 von Frank McDonald mit Don Barry und Tom Brown in den Hauptrollen. Der Film wurde von Lippert Productions, Inc produziert.

## Handlung
Nach einem K.-o.-Sieg erfährt der Boxer Joe O’Hara von seinem Manager Oscar Brannigan, dass dieser einen Meisterschaftskampf im Mittelgewicht gegen den amtierenden Champion Tiger Johnson arrangiert hat. Joes Verlobte Janet, Oscars Tochter, kommt zum Gratulieren. Später trainiert Joe mit seinem Bruder Mike, der sich vom aktiven Boxen zu Gunsten seiner Karriere als Pianist zurückgezogen hat.
Joe, Mike, Janet und Oscar wollen den Sieg in der Bar von Professor Berger, Mikes Musiklehrer, feiern. Der betrunkene Buchmacher Swinger Markham sorgt für Ärger, woraufhin ihn Mike k. o. schlägt. Am nächsten Tag erscheint Markham bei Joes Training und bittet um Entschuldigung für sein Verhalten. Beim Sparring wird Joe am linken Auge verletzt. Bei der Diagnose stellt der Arzt fest, dass der Sehnerv schwer geschädigt ist. Joe will mit seinen Preisgeldern Mike eine Europareise finanzieren, damit er dort weiter studieren kann. Darum ignoriert er alle Warnungen und besteht auf den Kampf mit Johnson.
Am Tag des Kampfes informiert Markham Johnsons Trainer über Joes Verletzung. Der klärt Johnson auf, während Markham einen hohen Betrag auf einen K.-o.-Sieg Johnsons setzt. Während des Kampfes schlägt Johnson bevorzugt auf Joes linke Gesichtshälfte, bis dieser zusammenbricht. Im Krankenhaus kümmert sich die Krankenschwester Joy White um Joe. Zur gleichen Zeit beschließt Mike in den Ring zurückzukehren und Rache zu nehmen. Da er weiß, dass Joe es nicht akzeptieren kann, wenn er seine Musikkarriere beendet, sagt er ihm, dass er auf eine Tournee gehe. Tatsächlich nimmt er unter dem Kampfnamen King Cobra das Training auf.
Während sich Joy und Joe näher kommen, unternimmt Mike eine Kampftournee. Nach mehreren Siegen besucht Mike seinen Bruder zusammen mit Janet, die nichts von Mikes neuer Boxkarriere verraten hat. Später fragt Mike sie, warum sie nicht eifersüchtig auf Joy wegen ihrer offensichtlichen Zuneigung zu Joe sei. Sie antwortet, dass sie mehr Gefühle für ihn als für Mike habe und küsst ihn. Mike gesteht ihr später, dass er sie liebe, sich aber schuldig gegenüber seinem Bruder fühle und die Beziehung beenden wolle.
Kurz darauf kann Mike gegen Johnson boxen. Nach der Hälfte des Kampfes fordert er den Ansager auf, seine wahre Identität zu enthüllen. Joe hört im Radio die Verkündigung und bittet Joy, ihn zum Ring zu fahren. Dort bittet er seinen rachsüchtigen Bruder, Johnson nicht zu töten. Mike schlägt stattdessen Johnson nieder und wird neuer Mittelgewichts-Champion. Joes Sehnerv heilt. Er und Joy verloben sich. Mike kehrt wieder ans Piano zurück und kommt mit Janet zusammen.

## Produktion

### Hintergrund
Gedreht wurde der Film im April 1949 in den Universal-Studios in Universal City.

### Stab
Archie R. Dalzell arbeitete als Kameratechniker.

### Besetzung
Ohne Erwähnung im Abspann blieben Sam Flint als Arzt und Jack Perry als Johnsons Trainer.

## Veröffentlichung
Die Premiere des Films fand am 13. Juli 1949 statt. In der Bundesrepublik Deutschland kam er am 12. Juni 1953 in die Kinos.

## Kritiken
Das Lexikon des internationalen Films schrieb: „Kleines, anspruchsloses B-Movie.“
Der Kritiker des TV Guide sah eine gekünstelte Spinnerei mit straffen Tempo. Die Archivaufnahmen von Kämpfen seien gut genutzt, im Gegensatz zu den selbst dargestellten Kämpfen.